# Sarah Jaffe
Sarah Jaffe, née le 29 janvier 1986 à Denton (Texas, États-Unis), est une auteure-compositrice américaine.

## Biographie
Sarah Jaffe auto-produit son premier single intitulé Even Born Again puis, en 2009,  signe avec la maison de disque Kirtland Records. 
Elle lance son premier album Suburban Nature en mai 2010 et participe aux tournées de Lou Barlow, Norah Jones, Blitzen Trapper, Chelsea Wolfe, Midlake, Old P7's et Centro-Matic,,,,.
Ce premier album aux notes folk, a donné suite, en 2012, à l'album The Body Wins aux tonalités plus rock indépendant.

## Discographie
- Even Born Again (en) (2008)
- Suburban Nature (en) (2010)
- The Way Sound Leaves a Room (en) (2011)
- The Body Wins (en)(2012)[7]
- Don't Disconnect (2014)
- Visions (2015)
- Bad Baby (2017)